# Freeway 2 (Iran)

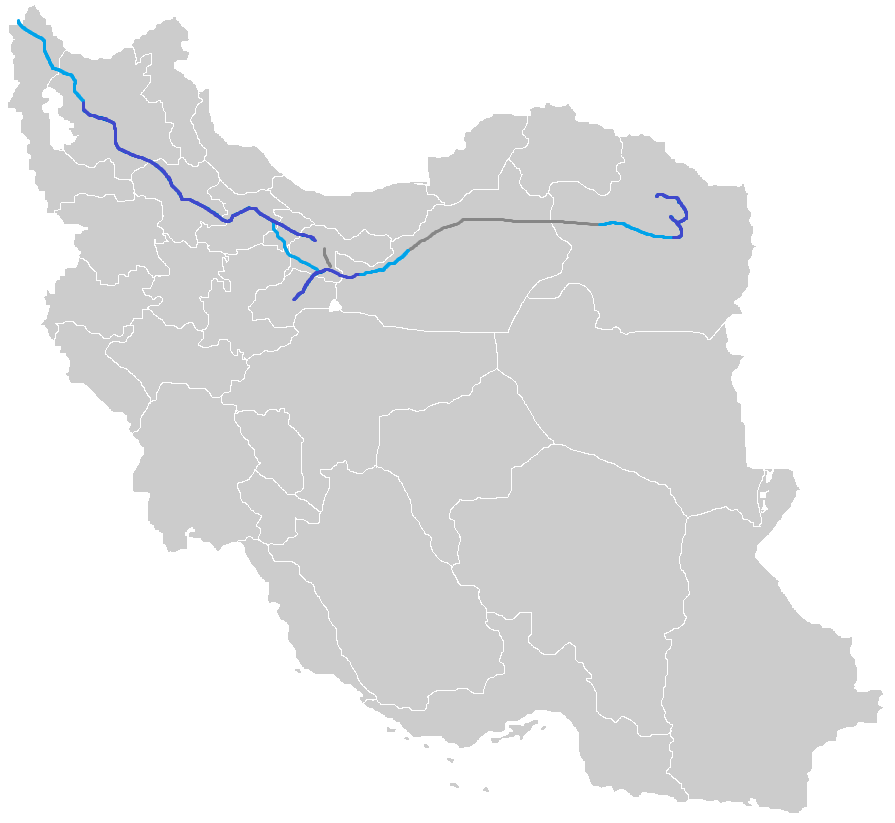

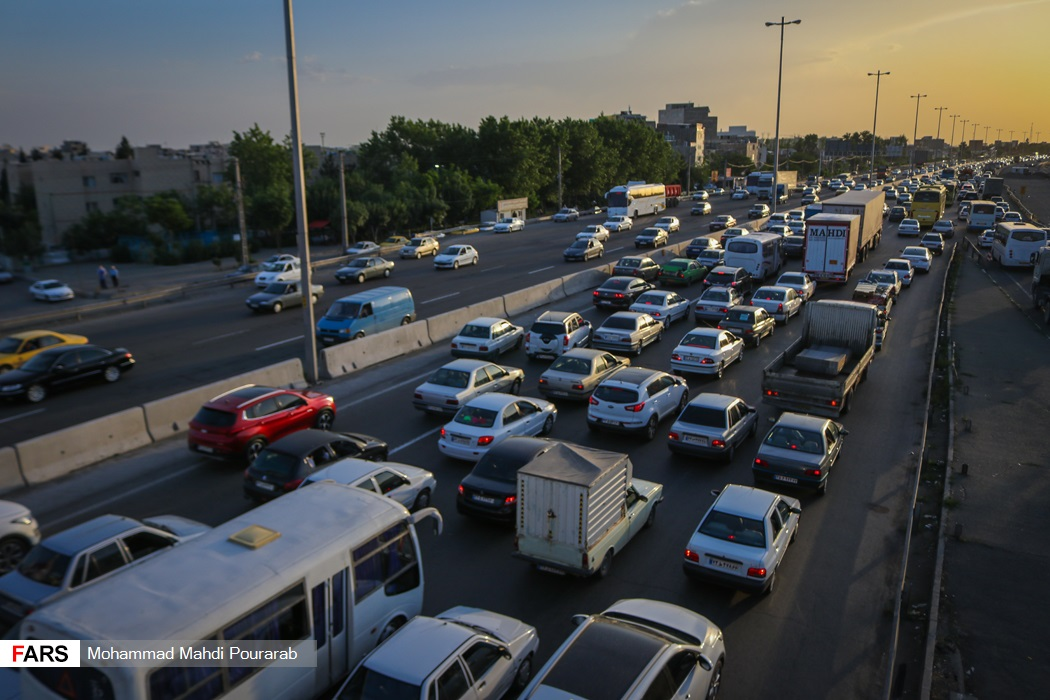

De Freeway 2 (Farsi: آزادراه ۱ (ایران)) is een autosnelweg in Iran. De snelweg bestaat uit verschillende deelstukken in Noordwest- en Noordoost-Iran (Tehran - Tabriz - Bazargan Freeway (626 km), Ghadir Freeway/Tehran Southern Bypass Freeway (128 km), Haram ta Haram Freeway (149 km), Mashhad Northern Bypass Freeway (71 km)).  
Freeway 1 ·
Freeway 2 ·
Freeway 3 ·
Freeway 5 ·
Freeway 6 ·
Freeway 7 ·
Freeway 9 ·
Freeway 16 ·
Freeway 51